# Бојан Кланчар
Бојан Кланчар (рођен 27. априла 1954) је словеначки графичар, вајар и сликар.

## Детињство, младост и образовање
Кланчар је рођен 27. априла 1954. године у Марибору у Словенији, тадашњој Социјалистичкој Федеративној Републици Југославији. Завршио је Дизајнерску школу у Љубљани и након тога је уписао Академију лепих уметности у Приштини. Дипломирао је на катедри за графику 1981. године.

## Каријера
Бојан ради као независни и слободан уметник у Церкници, Словенији. Током година је учествовао на бројним изложбама у Словенији и иностранству. Године 1990. је добио прву награду за EX LIBRIS – малу графику у Паризу. Његова мала графика се налази у Гутенберг Музеју.